# فيكتور بيريز
فيكتور بيريز (تونس العاصمة، 18 أكتوبر 1911 - غليفيتسه، 2 أفريل 1945)
ملاكم تونسي محترف في وزن الذبابة، شهر بلقب يونغ بيريز. في 24 أكتوبر 1931، فاز ببطولة العالم للملاكمة.

## حياته
ولد في الحفصية بتونس العاصمة 18 أكتوبر 1911، عاش طفولته بالحفصيّة. بدأ ممارسة المُلاكمة بسنّ 13 بنوادي العاصمة، حيث لمع إسمه في الصحافة التونسية بعد أنّ حقق انتصارات مُتتابعة في مرحلة مُبكّرة من مسيرته الرياضية، ربح في تونس، بنزرت، جندوبة، سوسة، صفاقس...
في سنّ الـ17 سنة سافر إلى فرنسا كغيره من ملاكمي العشرينات الأفارقة، حيث واصل التمرّن واشتغل ببيع الأحذية. وسرعان ما لمع إسمه في الصحافة الفرنسية، بعد سلسلة انتصارات حققّها في كلّ من فرنسا وألمانيا أعقبت انتكاسته الأولى، وفي سنة 1931 اشترك بالبطولة الفرنسية وفاز باللقب، عاد إثرها إلى تونس يوم 26 أكتوبر 1931 فإستقبلته الجماهير التونسية إستقبال الأبطال.
اشترك في السنة الموالية (1932) ببطولة العالم في الولايات المتحدة الأمريكية وأحرز لقب بطل العالم في وزن الذبابة بعد الفوز بالضربة القاضية، وبذلك كان أصغر بطل عالم في تاريخ الملاكمة.

## وفاته
بعد فوزه ببطولة العالم، واصل فيكتور التنقل بين فرنسا وتونس، حتى بعد اندلاع الحرب العالمية الثانية، ألقي عليه القبض بفرنسا يوم 21 سبتمبر 1943 عقب دخول القوات النازية إلى باريس، وتم ترحيله إلى معسكر أوشفيتز ببولونيا، أين لعب مُباراته الأخيرة ضدّ أحد الجنود الألمان وانتصر فيها. قتل بعدها بأسبوع 22 جانفي 1945.
خلال ما يعرف بـ«مواكب الموت» (المواكب الجنائزية) أقدم أحد جنود الـ«اس. اس» على إعدام الملاكم التونسي رمياً بالرصاص من مسافة قريبة بعد أن قبض عليه متلبسا خلال محاولته تهريب قطعة من الخبز إلى أحد الأسرى الآخرين. فضلاً عن ذلك، تحدثت بعض المصادر أن الجندي الذي أعدم البطل التونسي لم يكن سوى ملاكم ألماني سابق يعمل لصالح فرق الـ«اس. اس» كان بيريز قد تغلب عليه خلال مقابلة سابقة.

## روابط خارجية
- فيكتور بيريز على موقع بوكس ريك (الإنجليزية) (registration required)